# Renegades (álbum de Equilibrium)
Renegades é o sexto álbum de estúdio da banda alemã de folk metal Equilibrium. É também o primeiro álbum que apresenta o novo baixista e vocalista limpo Martin Berger (da Skar Productions) e a nova tecladista Skadi Rosehurst.
Foi produzido de setembro de 2018 a março de 2019.

## Música e letras
O álbum marca uma mudança no som da banda, que se afasta do folk metal épico e adota mais elementos eletrônicos e modernos, incluindo vocais limpos. O guitarrista, líder e princial compositor René Berthiaume comentou:
| “ | Musicalmente é um álbum típico do Equilibrium, mas nós temos muitos novos elementos inclusos. Nós temos coisas mais modernas mas ainda mantemos as melodias folclóricas e, é claro, os gritos brutos e guitarras pesadas, mas nós apresentamos mais elementos modernos como sons eletrônicos e também os vocais limpos. | ” |

As letras do álbum tratam de temas pessoais, em contraste com os tópicos de mitologia alemã que eram abordados anteriormente. Além disso, o álbum é quase todo cantado em inglês. De acordo com Berthiaume:
| “ | Nós sentimos que fizemos o bastante com coisas de fantasias e contos no passado e com tanta coisa acontecendo no mundo hoje em dia nós pensamos que seria legal colocar isso em música. (...) Nós temos apenas uma canção com letras em alemão e é porque aquela canção em particular é um pouco mais à moda antiga então as letras em alemão encaixam melhor. Todas as outras canções soam mais modernas então nós sentimos que inglês era mais adequado. Claro, o outro lado é que mais pessoas podem entender e falar inglês do que alemão e nós realmente gostamos que as pessoas entendam sobre o que estamos cantando. | ” |

A edição digipak do álbum vem com um disco bônus contendo versões 8-bit de todas as músicas.

## Faixas
| N.º            | Título                                                                        | Duração |  |
| 1.             | "Renegades - A Lost Generation" (Renegados - Uma Geração Perdida)             | 4:32    |  |
| 2.             | "Tornado" (Tornado)                                                           | 4:29    |  |
| 3.             | "Himmel und Feuer" (Céu e Fogo)                                               | 4:19    |  |
| 4.             | "Path of Destiny" (Caminho de Destino (com The Butcher Sisters))              | 3:40    |  |
| 5.             | "Moonlight" (Luar)                                                            | 4:59    |  |
| 6.             | "Kawaakari - The Periphery of the Mind" (Kawaakari[a] - A Periferia da Mente) | 4:46    |  |
| 7.             | "Johnny B" (cover do The Hooters)                                             | 4:04    |  |
| 8.             | "Final Tear" (Lágrima Final)                                                  | 4:27    |  |
| 9.             | "Hype Train[b]"                                                               | 4:18    |  |
| 10.            | "Rise of the Phoenix" (Ressurgimento da Fênix)                                | 7:06    |  |
| Duração total: | Duração total:                                                                | 46:40   |  |

- ↑[a]  "Kawaakari" é uma palavra antiga japonesa referente ao brilho da água de um rio à noite
- ↑[b]  Traduz-se literalmente como "Trem da Antecipação"; trata-se de uma expressão referente a um hipotético trem no qual uma pessoa deve embarcar caso ela esteja extremamente ansiosa e empolgada com algo que o futuro lhe reserva

## Créditos
- Robert "Robse" Dahn - vocais guturais
- Martin "Skar" Berger - baixo, vocais limpos
- René "Berthammer" Berthiaume - guitarra
- Dom R. Crey - guitarra
- Skadi Rosehurst - teclados
- Tuval "Hati" Refaeli - bateria

Pessoal técnico
- Robin Leijon - produção, mixagem
- Mike Kalajian - masterização

Fonte: